# 3170 Dzhanibekov
3170 Dzhanibekov (1979 SS11) là một tiểu hành tinh vành đai chính được phát hiện ngày 24 tháng 9 năm 1979 bởi Chernykh, N. ở Nauchnyj.